# فر بر ویلیج (داکوتای شمالی)
فر بر ویلیج(به انگلیسی: Four Bears Village) شهری در ایالت داکوتای شمالی کشور ایالات متحده آمریکا است که جمعیت آن در سرشماری سال ۲۰۱۰ میلادی، ۵۱۷ نفر بوده‌است.